# Condado de Union (Illinois)
El condado de Union es un condado estadounidense, situado en el estado de Illinois. Según el censo de los Estados Unidos del 2000, la población es de 18 293 habitantes. La cabecera del condado es Jonesboro. 

## Geografía
Según la Oficina del Censo de los Estados Unidos, el condado tiene un área total de 1093 km² (422 millas²). De éstas 1078 km² (416 mi²) son de tierra y  15 km² (6 mi²) son de agua. 

### Colindancias
- Condado de Jackson - norte
- Condado de Williamson - noreste
- Condado de Johnson - este
- Condado de Pulaski - sureste
- Condado de Alexander - sur
- Condado de Cape Girardeau - oeste
- Condado de Perry - noroeste

## Historia
El Condado de Union se separó del Condado de Johnson en 1818, el mismo año en que Illinois se unió a los Estados Unidos, de ahí su nombre.  

## Demografía
Según el censo del año 2000, hay 18 293 personas, 7290 cabezas de familia, y 4971 familias que residen en el condado. La densidad de población es de 17 hab/km² (44 hab/mi²). La composición racial tiene:
- 93.65% Blancos (No hispanos)
- 2.63% Hispanos (Todos los tipos)
- 0.82% Negros o Negros Americanos (No hispanos)
- 1.19% Otras razas (No hispanos)
- 0.28% Asiáticos (No hispanos)
- 1.04% Mestizos (No Hispanos)
- 0.37% Nativos Americanos (No hispanos)
- 0.02% Isleños (No hispanos)

Hay 7290 cabezas de familia, de los cuales el 30.30 % tienen menores de 18 años viviendo con ellos, el 55.60 % son parejas casadas viviendo juntas, el 9.50 % son mujeres que forman una familia monoparental (sin cónyuge), y 31.80% no son familias. El tamaño promedio de una familia es de 2.93 miembros.
En el condado el 23.20% de la población tiene menos de 18 años, el 7.50% tiene de 18 a 24 años, el 26.70% tiene de 25 a 44, el 25.10% de 45 a 64, y el 17.50% son mayores de 65 años. La edad media es de 40 años. Por cada 100 mujeres hay 94.50 hombres. Por cada 100 mujeres mayores de 18 años hay 91.90 hombres.
Tabla de la evolución demográfica:
|       | 1900   | 1910   | 1920   | 1930   | 1940   | 1950   | 1960   | 1970   | 1980   | 1990   | 2000   |
| ----- | ------ | ------ | ------ | ------ | ------ | ------ | ------ | ------ | ------ | ------ | ------ |
| TOTAL | 22 610 | 21 856 | 20 249 | 19 883 | 21 528 | 20 500 | 17 645 | 16 071 | 17 765 | 17 619 | 18 293 |

## Economía
Los ingresos medios de un cabeza de familia el condado es de $30 994 y el ingreso medio familiar es $37 710. Los hombres tienen unos ingresos medios de $30 016 frente a $22 305 de las mujeres. El ingreso per cápita del condado es de $16 450. El 16.50% de la población y el 10.80% de las familias están debajo de la línea de pobreza. Del total de gente en esta situación, 19.80% tienen menos de 18 y el 12.10% tienen 65 años o más.

## Ciudades y pueblos
| - Alto Pass - Anna - Cobden - Dongola - Jonesboro | - Mill Creek - Balcom - Millcreek - Reynoldsville - Ware | - Wetaug - Wolf Lake |

## Sitios de interés
| - Lago Bluff - Lago Conaway - Lago Upper Bluff - Lago Wolf - Iglesia Nueva Esperanza | - Iglesia de San Juan - Iglesia Toledo - Iglesia Bautista - Preservación Natural Brown Barrens - Preservación Natural McClure Shale Glade | - Preservación Natural Ozark Hills - Preservación Natural La Rue Swamp - Bald Knob Wilderness - Clear Springs Wilderness - Panther Den Wilderness | - Mina Jonesboro Quarry - Lago Dongola - Bosque Estatal Trail of Tears - Valle Kratzinger | - Valle North Ripple - Valle Ranbarger - Valle You-Be |